# ズラトコ・デディッチ
ズラトコ・デディッチ（Zlatko Dedič、1984年10月5日 - ）は、ユーゴスラビア (現：ボスニア・ヘルツェゴビナ)・ビハチ出身の元サッカー選手。元スロベニア代表である。現役時代のポジションはFW。

## 経歴

### クラブ
ユーゴスラビアのビハチ（現在はボスニア・ヘルツェゴビナ）に生まれ、プリモルスカ地方のコペル近くのPodgorje村で幼少期を過ごした。2000年にFCコペルからデビュー。2001年にパルマACに移籍し、2005年9月21日のASローマ戦でセリエAデビューした。2004-05シーズンはエンポリFCに、2006年前半はUSクレモネーゼにレンタル移籍した。2007年1月、契約完了によりセリエBのフロジノーネ・カルチョに完全移籍した。2008年1月、ピアチェンツァ・カルチョにレンタル移籍し、ダニエレ・カチアが背負っていた背番号9をもらった。
2009年6月3日、8年間過ごしたイタリアを離れてドイツのVfLボーフムに移籍した。契約期間は3年間。フォワードや左サイドハーフで出場し、2010年1月のボルシアMG戦で初得点を決めた。デディッチはシーズン通算で5得点したが、チームは後半戦17試合で勝ち点12しか挙げられず、17位でツヴァイテリーガ（2部）に降格した。

### 代表
2008年9月6日、2010 FIFAワールドカップ欧州予選第1節のポーランド戦（アウェー）で代表初ゴールを決めた。2009年9月9日のホームでのポーランド戦でも得点した。予選10試合のうち、控え組を試したサンマリノ戦以外の9試合にフル出場し、スロバキアに次いで2位となり、プレーオフに進出した。ロシアとの対決となったプレーオフにも2戦連続でフル出場し、セカンドレグではアウェーゴール差での本大会出場を決める貴重な得点を奪った。

## 代表歴

### 出場大会
- スロベニア代表
  - 2010 FIFAワールドカップ

### 試合数
- 国際Aマッチ 49試合 8得点（2004年-2013年）[2]

| スロベニア代表 | 国際Aマッチ | 国際Aマッチ |
| 年             | 出場        | 得点        |
| -------------- | ----------- | ----------- |
| 2004           | 5           | 0           |
| 2005           | 0           | 0           |
| 2006           | 0           | 0           |
| 2007           | 1           | 0           |
| 2008           | 7           | 1           |
| 2009           | 9           | 2           |
| 2010           | 11          | 2           |
| 2011           | 6           | 1           |
| 2012           | 6           | 2           |
| 2013           | 4           | 0           |
| 通算           | 49          | 8           |

### 得点
| # | 日時           | 相手           | スコア | 最終結果 | 大会                            |
| - | -------------- | -------------- | ------ | -------- | ------------------------------- |
| 1 | 2008年9月6日   | ポーランド     | 1-1    | 1-1      | 2010 FIFAワールドカップ欧州予選 |
| 2 | 2009年9月9日   | ポーランド     | 1-0    | 3-0      | 2010 FIFAワールドカップ欧州予選 |
| 3 | 2009年11月18日 | ロシア         | 1-0    | 1-0      | 2010 FIFAワールドカップ欧州予選 |
| 4 | 2010年8月11日  | オーストラリア | 1-0    | 2-0      | 親善試合                        |
| 5 | 2010年10月8日  | フェロー諸島   | 5-0    | 5-1      | UEFA EURO 2012予選              |
| 6 | 2011年2月10日  | アルバニア     | 2-1    | 2-1      | 親善試合                        |
| 7 | 2012年8月15日  | ルーマニア     | 2-0    | 4-3      | 親善試合                        |
| 8 | 2012年8月15日  | ルーマニア     | 3-1    | 4-3      | 親善試合                        |